# إعلان الاستقلال الفلسطيني عام 1948
أُعلن عن إعلان الاستقلال الفلسطيني عام 1948 من قبل المجلس الوطني الفلسطيني الذي انعقد في مدينة غزة في الأول من أكتوبر 1948، في خضم الصراع عام 1947-1948. قد اعترفت الدول العربية بهذا الإعلان، وصدر في نفس التاريخ الذي حددته خطة الأمم المتحدة لتقسيم فلسطين من أجل استقلال الدولتين في الخطة. وحثت جامعة الدول العربية الدول الأعضاء فيها على الاعتراف بالحكومة الفلسطينية في غزة. وكانت هذه هي المناسبة الأولى التي بادر فيها الفلسطينيون إلى تحقيق الاستقلال الوطني. ونتيجة للتضارب في المصالح بين الدول العربية، وخاصة بين مملكة مصر والمملكة الأردنية الهاشمية بقيادة عبد الله الأول ملك الأردن، الذي سعى إلى دمج أجزاء من فلسطين، تدهورت الحكومة بسرعة، مما أدى إلى أن يصبح إعلان الاستقلال غير فعال. وزعم عبد الله الأول أن الفصل بين فلسطين والأردن أمر مفتعل وغير منتج.

## خلفية الإعلان
بعد عام 1948، أصبح الفلسطينيون أكثر اعتمادًا على الدول العربية من أي وقت مضى. ولم يتم إنشاء كيان سياسي إلا في عام 1964، وهو منظمة التحرير الفلسطينية، التي تمتعت باستقلال نسبي.

## العلَم

علم الثورة العربية

كما وافقت الحكومة على أن يكون علم الدولة الجديدة هو علم الثورة العربية الكبرى عام 1916. 

## الاعتراف الدولي
| مصر       | 12 أكتوبر 1948 |
| العراق    | 12 أكتوبر 1948 |
| لبنان     | 15 أكتوبر 1948 |
| سوريا     | 15 أكتوبر 1948 |
| السعودية  | 15 أكتوبر 1948 |
| اليمن     | 16 أكتوبر 1948 |
| أفغانستان | ؟              |
| باكستان   | ؟              |

## ردود الفعل
ترى حكومة الولايات المتحدة أن إنشاء "حكومة عربية فلسطينية" في ظل الظروف الحالية أمر غير منصف لحل ناجح للمشكلة الفلسطينية وكذلك للمصالح العليا للدول العربية والسكان العرب في فلسطين.

## العواقب
رداً على المجلس الوطني الفلسطيني، عقد الملك عبد الله الأول ملك الأردن مؤتمراً فلسطينياً مضاداً في أريحا في الأول من ديسمبر/كانون الأول 1948. وقد اتخذ المؤتمر قراراً يدعم بشكل قاطع الوحدة بين ضفتي الأردن. في 27 يناير/كانون الثاني 1949، أرسلت وزارة الخارجية في حكومة عموم فلسطين مذكرة إلى الأمانة العامة للجامعة العربية أعربت فيها عن احتجاجها على عدم التزام الجامعة بوعدها "بتقديم الدعم المالي لتمكين الحكومة من أداء واجباتها".
كعلامة على الاعتراف، شارك أحمد حلمي باشا ، بصفته رئيس وزراء حكومة عموم فلسطين، في الدورة العاشرة لمجلس عصبة الأمم التي عقدت في القاهرة في الفترة من 17 إلى 21 مارس/آذار 1949. ولكن جامعة الدول العربية امتنعت بعد ذلك عن دعوة أحمد حلمي لحضور الدورة الحادية عشرة في الفترة ما بين 17 أكتوبر/تشرين الأول 1949 و15 فبراير/شباط 1950، ويرجع ذلك أساساً إلى المعارضة لحكومة عبد الله في الأردن. وفي مذكرة أرسلتها إلى الأمانة العامة، أعربت وزارة الخارجية الفلسطينية عن احتجاجها الشديد على عدم دعوتها لحضور اجتماع الجامعة. خلال عام 1951، استمرت الحكومة الفلسطينية في التدهور، حيث تنحى معظم أو كل أعضائها عن مناصبهم أو وجدوا مناصب في الدول العربية.